# 스벤스카 다그블라데트
《스벤스카 다그블라데트》(Svenska Dagbladet→스웨덴 일간 신문, SvD)는 스웨덴에서 발행되는 일간 신문이다. 첫 호는 1884년 12월 18일에 발행되었다.

## 개요
《스벤스카 다그블라데트》는 스톡홀름에서 발행되고 있으며, 스톡홀름 대도시권 (스토르스톡홀름)의 로컬 기사를 중심으로 국내 뉴스 및 국제 뉴스 기사를 제공하고 있다. 가입자는 중부 지역에 집중되어 있지만, 스웨덴의 대부분에 납품되고 있다.
스웨덴의 조간 신문 중 《스벤스카 다그블라데트》는 《다겐스 뉘헤테르》, 《예테보리스 포스텐》에 이어 3번째로 부수를 많이 발행한다. 2013년 기준으로 143,400 부수였다.